# Making Friends
Albums de No Use for a Name
¡Leche Con Carne! More Betterness!
Making Friends est le cinquième album studio du groupe de skate punk mélodique américain No Use for a Name. Sorti en 1997, il a été produit par Ryan Greene dans les Motors Studios de San Francisco.

## Composition du groupe
- Tony Sly : chant et guitare
- Chris Shiflett : guitare et chœurs
- Matt Riddle : basse et chœurs
- Rory Koff : batterie

## Liste des chansons de l'album
1. The Answer Is Still No - 2:39
2. Invincible - 2:21
3. Growing Down - 2:01
4. On The Outside - 2:50
5. A Postcard Would Be Nice - 2:01
6. Secret - 3:24
7. Best Regards - 1:50
8. Revenge - 1:52
9. Sidewalk - 2:16
10. 3 Month Weekend - 1:17
11. Sitting Duck - 1:21
12. Fields Of Athenry (reprise d'une chanson folklorique irlandaise de Danny Doyle) - 3:26

Après un blanc de 3:05 apparaît un morceau-fantôme : Beth - 5:07 (reprise de Kiss).
Cette chanson commence comme une continuité de Fields Of Athenry avec guitare sèche et cornemuse à la Dropkick Murphys et se poursuit dans une veine plus punk mélo, avec un petit clin d'œil au générique de la série Beverly Hills, avant de finir de nouveau à la guitare sèche.